# Alue Dodok
Alue Dodok is een bestuurslaag in het regentschap Nagan Raya van de provincie Atjeh, Indonesië. Alue Dodok telt 138 inwoners (volkstelling 2010).